# Muchinga (provincie)
Muchinga is een van de tien provincies van Zambia. De hoofdstad is Chinsali. De naam is afgeleid van het Muchinga-gebergte dat grotendeels in deze provincie ligt.
Deze tiende provincie werd gecreëerd in 2011 door het afsplitsen van grondgebied van de Noordprovincie en van een district van de Oostprovincie.

## Districten
Muchinga is verdeeld in 8 districten namelijk:
- Chinsali
- Isoka
- Kanchibiya
- Lavushimanda
- Mafinga
- Mpika
- Nakonde
- Shiwang'andu

Belangrijke plaatsen zijn Mpika, Isoka en Nakonde. 
De provincie heeft drie nationale parken: Lavushi Manda National Park, North Luangwa National Park en South Luangwa National Park.

## Geschiedenis
De toenmalige president Michael Sata kondigde de oprichting van de provincie aan in oktober 2011. In november 2011 benoemde de president Malozo Sichone als minister van de provincie Muchinga. Later werd de oprichting van de provincie aangenomen door de Nationale Vergadering.
Aanvankelijk had de Muchinga vijf districten. Het district Chama werd overgenomen van de Oostprovincie en is inmiddels teruggestuurd. De rest kwam uit de Noordprovincie. In 2013 werd het district Mafinga gecreëerd door het district Isoka op te delen.
Central · Copperbelt · Eastern · Luapula · Lusaka · Muchinga· Northern · North-Western · Southern · Western